# Hets
Het es el nombre que el jesuita inglés Thomas Falkner dio a fines del siglo XVIII a diversos grupos nómades de la Pampa argentina y la Patagonia, incluyendo a los denominados pampas antiguos o tehuelches septentrionales, quedando excluidos los moluches (hablantes de mapudungun). El autor los subdividió en cuatro grandes parcialidades: taluhets, diuihets, chechehets y tehuelhets. A partir del siglo XVI y hasta el siglo XIX los mapuches o araucanos y los pehuenches se expandieron desde la cordillera de los Andes hacia el este produciendo el proceso de araucanización de gran parte de ellos, aunque se mantuvo su nombre, y así surgieron los a veces llamados "pampas araucanizados" o "pampas mapuchizados".

## Historia y distribución
La distribución anotada por Falkner en su obra A description of Patagonia and the adjoining parts of South America de 1774 era:

The Puelches, or Eastern Peoples (...) They bear different denominations, according to the situation of their respective countries, of because they were originally of different nations. Those toward the north are called Taluhets; to the west and south of these are the Diuihets; to the south east, the Chechehets; and to the south of these last is the country of the Tehuelhets (...)
Los Puelches, o Pueblos Orientales (...) Llevan diferentes denominaciones, según la situación de sus respectivos países, o por ser originarios de diferentes naciones. Los del norte se llaman taluhets; al oeste y al sur de estos están los Diuihets; al sureste, los Chechehets; y al sur de estos últimos está el país de los Tehuelhets (...)

- Los taluhets se hallaban al este del río Desaguadero hasta las lagunas de Guanacache, en territorios actuales de las provincias de San Luis y Córdoba (sobre los ríos Segundo, Tercero y Cuarto), y probablemente en pequeñas áreas de La Rioja, San Juan y Santa Fe. Para la época de Falkner ya no habitaban en la provincia de Buenos Aires ni áreas litorales de Santa Fe, donde tal vez fueran los querandíes.
- Los diuihets (también llamados didiuhet, diuhet y diliuhet) se hallaban entre los 35 y 38° de latitud sur al este de los pehuenches, sobre los ríos Desaguadero (Sanquel), Colorado y Barrancas (Hueyque) al oeste y hasta 40 millas de la sierra de la Ventana (Casuhati) al este. Esto comprende gran parte de la provincia de La Pampa, extremo sur de la provincia de San Luis y el este de la de Buenos Aires.
- Los chechehets habitaban entre los ríos Barranacas-Colorado y Negro en la actual provincia de Río Negro, incursionando por el oeste en la provincia del Neuquén y por el este de la provincia de Buenos Aires hasta las sierras de Tandilia y de la Ventana.
- Los tehuelhets (o tehuelches), que eran los más meridionales e incluía a grupos hasta el estrecho de Magallanes.

Para Falkner, taluhet era la más septentrional de las tres principales parcialidades de los hets. Los querandíes en la zona del Río de la Plata y el Paraná al sur del río Carcarañá, para algunos autores eran un subgrupo de los taluhet sometidos a la influencia guaraní. Sus vecinos diuihets los denominaban -al menos desde mediados del siglo XVI-: carayhets, palabra que parece derivar de Garay, por ser en ese tiempo los más cercanos a los españoles. En dicho siglo los taluhets habitaban la región pampeana correspondiente a las actuales provincias de San Luis, Córdoba y centro de Santa Fe, hacia el siglo XVI sus territorios septentrionales hasta aproximadamente el paralelo 31°S se translapaban con los de los entonces recientemente expandidos sanavirones por lo que existía una fuerte competencia de recursos (principalmente alimenticios) entre estas etnias.
Eran nómades y vivían de la caza de venados, ñandúes y guanacos. También eran recolectores de frutos y semillas silvestres, que molían para hacer harina, incluso llegaban a preparar una especie de harina con saltamontes, para esto cuando ocurría una plaga de tales insectos incendiaban los campos por donde pasaban las mangas y así de este modo capturaban miríadas de saltamontes que luego machacan y secaban al sol. 
Creían en un dios llamado Soychu y de un espíritu del mal que llamaban Gualichu.
Desde fines del siglo XVII y especialmente a fines del siglo XVIII el contacto con los araucanos procedentes de la región andina hizo que los hets se aculturaran, adoptando muchas de sus costumbres, creencias y tradiciones. Los araucanos los llamaban, como a los guenaken (o patagones septentrionales) puelches, que significa gente del este. Se extinguieron completamente a mediados del siglo XVIII en gran medida debido a epidemias lo cual facilitó la invasión de las "tribus" chilenas que los absorbieron y transculturaron. La nueva población de las pampas continuó siendo denominada pampa por los habitantes de las ciudades de Buenos Aires, Córdoba y San Luis, gran parte de los taluhet araucanizados constituyeron la etnia mixogénica de los ranqueles.
A la llegada de los europeos en el siglo XVI, los didiuhet habitaban los territorios de la actual provincia de Santa Fe, al sur del río Carcarañá; la mitad septentrional de la actual provincia de Buenos Aires, prácticamente toda la provincia de La Pampa, llegando hasta el sudeste de la actual provincia de Mendoza. Los diuihets que habitaban en las zonas costeras del río de La Plata y del río Paraná, en el citado siglo, estaban muy influidos culturalmente por los avá -o "guaraníes"- y es a este conjunto de los hets que les corresponde más precisamente la denominación de querandíes. Se hicieron especialmente conocidos por haber hecho fracasar el primer intento de fundación de la ciudad de Buenos Aires.

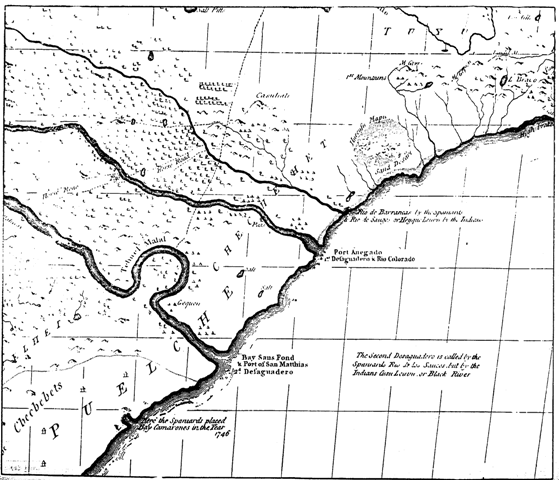
Mapa de Falkner, 1772 (detalle). Desembocadura del río Negro.

Los chechehets (tal vez significa gente de tuco-tuco), fueron una de las tres principales parcialidades de los hets o pampas antiguos según la clasificación que Falkner hizo en 1774. Entre los siglos XV y XVIII habitaban las regiones de El Ajó, El Tuyú (palabra guaraní que significa "barreal", al sur de la bahía Samborombón, en la costa bonaerense) y las serranías de Tandilia y Ventania (también se los conoce como serranos), hasta la desembocadura del río Colorado y río Negro. Lo cual significa que se encontraban en la mitad meridional de la actual provincia argentina de Buenos Aires, limitando por el Norte con los querandíes. En el mapa de Falkner aparecen como parcialidad de los puelches, por lo que probablemente sea otra denominación de los gennakenk (o tehuelches septentrionales en la clasificación propuesta por Rodolfo Casamiquela). 
Juan de Garay en su expedición de 1592, los encontró cerca de la actual Mar del Plata. En 1746 fue establecida en sus tierras la misión jesuita de Nuestra Señora del Pilar de los Puelches, cerca de la laguna de los Padres.
Como arma de caza utilizaban principalmente las boleadoras.

## Lengua
Para el lingüista José Pedro Viegas-Barros, apoyado en un trabajo de Rodolfo Casamiquela, las lenguas het son en realidad una "lenguas fantasmas" sin existencia real, surgida por problemas de interpretación.
De la lengua de los querandíes sólo se conocen dos oraciones y unas pocas palabras registradas por marineros franceses alrededor de 1555. Esta evidencia es muy escasa para poder identificar de manera concluyente un parentesco, aunque sobre la base de esos pocos datos, Viegas-Barros muestra que la lengua de los querandíes podría haber estado emparentada con la de los gününa küne.

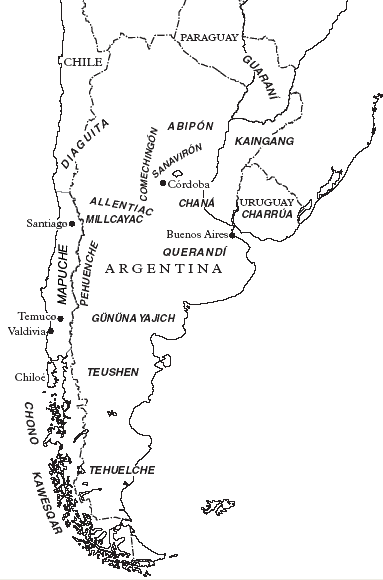
Distribución aproximada de lenguas en el extremo meridional de Sudamérica en tiempos de la Conquista.

## Influencia de los mapuches en los "hets"
Desde antes de mediados del siglo XVIII hubo una importante actividad comercial y de intercambio de productos entre los habitantes nativos de las llanuras pampeanas y las sierras de la actual provincia de Buenos Aires, los de la Patagonia septentrional y los de ambas márgenes de la cordillera de los Andes. Existían dos ferias muy importantes en el Cayrú y en Chapaleofú. En estas ferias, llamadas "ferias de los ponchos" por los jesuitas de la época que las registraron (como Thomas Falkner), se intercambiaban diversos tipos de productos: desde productos ganaderos y de la agricultura hasta vestimentas tales como ponchos. El Cayrú se hallaba en la parte más occidental de la Sistema de Tandilia (en territorio del actual partido de Olavarría) y Chapaleofú hace referencia a las inmediaciones del arroyo homónimo, situado en el actual partido de Tandil, ambos municipios o partidos se sitúan en el interior de la actual Provincia de Buenos Aires. Es así como, a partir de estos movimientos de personas para el intercambio de productos se produjo, desde antes de mediados del siglo XVIII comienza a haber cierto intercambio cultural entre distintos pueblos que habitaban desde la pampa húmeda, pasando por la Patagonia septentrional y hasta la zona inmediata a la Cordillera de Los Andes (tanto en su margen oriental como occidental) hasta la costa del océano Pacífico. Este es el comienzo del intercambio cultural y los movimientos migratorios, entre los distintos pueblos entre los cuales cabe mencionar a los Tehuelches, los ranqueles y los mapuches.
La influencia mapuche tiene su origen en lo anteriormente mencionado, ya que partiendo de fines de comercio y alianzas, se terminó produciendo una gran influencia cultural sobre los tehuelches y otros pueblos, al punto que se la denomina "mapuchización" o "araucanización" de las Pampas y la Patagonia. Buena parte de los tehuelches adoptaron muchas de las costumbres y el idioma mapuche, mientras los mapuches adoptaban parte del modo de vida tehuelche (tal como lo de vivir en tolderías) y con ello se difuminaron las diferencias entre ambos grupos, al punto que sus descendientes se refieren a sí mismos como mapuche-tehuelches.